# Biały Strumień
Biały Strumień (Biała Woda; niem. Weissgraben) – górski potok, prawy dopływ Złotnej o długości 3,08 km.
Potok płynie przez północno-wschodni fragment Karkonoszy, północną część Lasockiego Grzbietu. Jego źródła znajdują się pomiędzy Łysociną a Borową w Lasockim Grzbiecie, na wysokości ok. 1020 m n.p.m. Płynie na wschód i północny wschód. Powyżej Jarkowic (Klatki) wpada do Złotnej.
W pobliżu źródeł biegnie szlak turystyczny  niebieski, prowadzący z Lubawki na Przełęcz Okraj.